# Pintassilgo-de-chapéu-preto
O Pintassilgo-de-chapéu-preto  (Spinus atriceps ou Carduelis atriceps) é um passeriforme da família  Fringillidae.

## Descrição
Salvin, em 1863, descreve-o como um pássaro oliváceo, com o dorso e o uropígio amarelo-esverdeados, a coroa e a garganta negras, a cauda preta com penas amarelas, as asas pretas com uma barra amarela, o abdómen acinzentado, as patas e o bico, parte superior, escuros, quase negros, a parte inferior do bico mais pálida, e um comprimento de 12 cm. Semelhante descrição é feita por Howell & Webb (1995), que descrevem ainda a fêmea como sendo parecida com o macho, mas com cores mais baças e os juvenis como tendo as partes inferiores cor de limão com listas castanho-escuras, a coroa, a nuca e as partes superiores cinzento-oliva com listas pretas e as barras alares amarelo-camurça.
Já Arnaiz-Villena et al. (2012), descrevem-no como sendo um pássaro no geral cinzento, tal como Preston Edwards (2003).

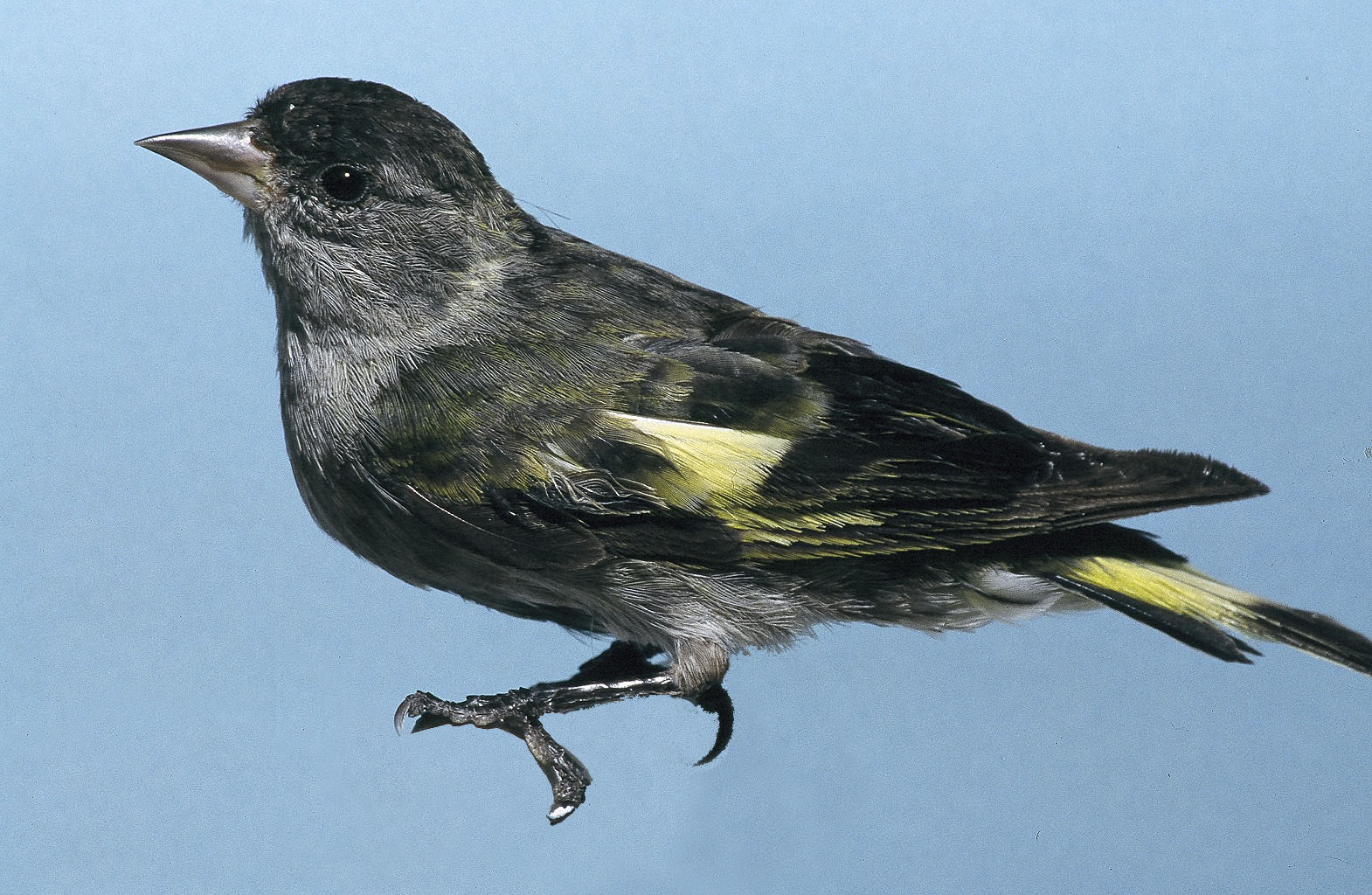
Carduelis atriceps

## Distribuição
É uma espécie endémica das montanhas de Chiapas (México) e da Guatemala.

## Taxonomia
Primeira descrição por Salvin, em 1863, com o nome de Chrysomitris atriceps, de duas aves capturadas em Agosto de 1862, perto de Quetzaltenango (Guatemala), a 2440m de altitude.
Segundo Arnaiz-Villena et al. (2012), o pintassilgo-de-chapéu-preto faz parte da radiação norte-americana de spinus/carduelis, juntamente com o pintassilgo-pinheiro (carduelis pinus) e o pintassilgo-das-antilhas (C. dominicensis).
Hibridiza com o carduelis pinus da subespécie perplexa. Não tem subespécies.

## Habitat
O pintassilgo-de-chapéu-preto é um pássaro de montanha que frequenta as zonas abertas ou semi-abertas, com arbustos e árvores dispersas, as florestas húmidas e semi-húmidas mistas de pinheiros e carvalhos, as florestas de coníferas, as pastagens, os terrenos cultivados, os jardins rurais e os bosques de alnus nas margens dos cursos de água, a altitudes entre os 2000 e os 3500m. Juntam-se em bandos que podem ter 30 ou mais indivíduos.

## Alimentação
Alimenta-se de sementes de árvores, como os pinheiros ou alnus, e de sementes de plantas herbáceas. Segundo uma foto de Ottaviani (2011), consome também uma asterácea do género cirsium, possivelmente o cirsium radians.

## Nidificação
A fêmea constrói o ninho, numa árvore ou arbusto, com a forma de taça, feito com ervas secas, raízes, musgos, líquens e forrado com penugem vegetal e pêlos, onde põe 4-5 ovos esbranquiçados, que incuba durante 12-13 dias.

## Filogenia
A filogenia foi obtida por Antonio Arnaiz-Villena et al.